# Liste des statues-menhirs de France
Cet article recense les statues-menhirs de France. *Vercors*
• Chateau Bernard, menhir en face de l’église. 

## Généralités
Comme dans les autres pays, les statues-menhirs de France encore subsistantes sont érigées par groupes dans des régions extrêmement localisées :
- Corse : les nombreuses statues-menhirs corses présentent souvent une arme du type sabre ou un grand poignard sur leur face avant.
- Garrigues : une quarantaine de statues-menhirs sont connues dans le Gard et l'Hérault. Elles sont moins ouvragées que les statues-menhirs du Rouergue et leur ornementation un peu plus sommaire. Elles sont datées du Néolithique final et de l'âge du cuivre. Le muséum d'histoire naturelle de Nîmes expose les plus belles pièces.
- Provence : une trentaine de statues-menhirs sont connues en Provence. Elles adoptent souvent une forme triangulaire et un décor en chevrons. Le musée Calvet d'Avignon présente la plus importante collection de stèles provençales.
- Rouergue : à la charnière des départements de l'Aveyron, du Tarn et de l'Hérault, le Rouergue offre un ensemble d'une centaine de statues-menhirs en grès, stylistiquement très homogènes, datées du IIIe millénaire av. J.-C.. Les statues-menhirs de ce groupe sont sexuées, les attributs des personnages variant selon le sexe. On remarque que certaines statues ont été féminisées et d'autres plus rarement masculinisées. Le musée Fenaille de Rodez en présente la plus importante collection.

## Inventaire

### Auvergne-Rhône-Alpes

#### Drôme
| Statue-menhir        | Ville | Remarques                                                                                  | Coordonnées                 | Photo |
| -------------------- | ----- | ------------------------------------------------------------------------------------------ | --------------------------- | ----- |
| Statue-menhir de Die | Die   | Exposée au musée de Die ; une copie dressée dans le parc de la grotte de Choranche (Isère) | 44° 45′ 18″ N, 5° 22′ 12″ E |       |

### Bretagne

#### Finistère
| Statue-menhir             | Ville      | Remarques                                                                                        | Coordonnées | Photo                     |
| ------------------------- | ---------- | ------------------------------------------------------------------------------------------------ | ----------- | ------------------------- |
| Statue-menhir de Laniscar | Le Trévoux | Conservée au musée de la Préhistoire finistérienne de Penmarch. Ce musée est actuellement fermé. |             | Statue-menhir de Laniscar |

#### Morbihan
| Statue-menhir                  | Ville   | Remarques     | Coordonnées | Photo |
| ------------------------------ | ------- | ------------- | ----------- | ----- |
| Statue-menhir de Kermené       | Guidel  |               |             |       |
| Statue-Menhir dite Le Babouin  | Trédion | Menhir jumeau |             |       |
| Statue-Menhir dite La Babouine | Trédion | Menhir jumeau |             |       |

### Corse

#### Corse-du-Sud
| Statue-menhir                     | Ville          | Remarques                                                                                 | Coordonnées                 | Photo |
| --------------------------------- | -------------- | ----------------------------------------------------------------------------------------- | --------------------------- | ----- |
| U Scumunicatu (co)                | Cargèse        |                                                                                           | 42° 08′ 47″ N, 8° 37′ 36″ E |       |
| Statue-menhir de Castaldu (co)    | Ciamannacce    |                                                                                           | 41° 55′ 54″ N, 9° 08′ 03″ E |       |
| Statue-menhir de Capula           | Levie          |                                                                                           | 41° 43′ 20″ N, 9° 07′ 57″ E |       |
| Statue-menhir de Santa Naria (co) | Olmeto         |                                                                                           | 41° 41′ 54″ N, 8° 54′ 14″ E |       |
| U Cantonu                         | Pila-Canale    | Deux statues-menhirs                                                                      | 41° 49′ 01″ N, 8° 54′ 26″ E |       |
| Alignement d'Apazzu               | Sartène        | Deux statues-menhirs                                                                      | 41° 32′ 47″ N, 8° 52′ 34″ E |       |
| Alignement d'I Stantari           | Sartène        | Sept statues-menhirs                                                                      | 41° 31′ 49″ N, 8° 55′ 18″ E |       |
| Alignement de Palaghju            | Sartène        | Trois statues-menhirs                                                                     | 41° 33′ 25″ N, 8° 53′ 13″ E |       |
| U Paladinu (co)                   | Serra-di-Ferro |                                                                                           | 41° 43′ 53″ N, 8° 49′ 57″ E |       |
| Filitosa                          | Sollacaro      | Classé MH (1967)                                                                          | 41° 44′ 50″ N, 8° 52′ 17″ E |       |
| Statue-menhir de Tavera           | Tavera         | Classé MH (2011)                                                                          | 42° 04′ 09″ N, 8° 59′ 12″ E |       |
| Stantara d'Apricciani             | Vico           | Classé MH (1840)                                                                          | 42° 09′ 58″ N, 8° 47′ 49″ E |       |
| Statue-menhir de Curnatoghiu      | Vico           |                                                                                           | 42° 08′ 18″ N, 8° 42′ 21″ E |       |
| Statues-menhirs de Sagone         | Vico           | Deux statues-menhirs intégrées dans les murs de la cathédrale Saint-Appien de Sagone (co) | 42° 07′ 04″ N, 8° 41′ 32″ E |       |

#### Haute-Corse
| Statue-menhir                   | Ville                   | Remarques                                                                 | Coordonnées                 | Photo |
| ------------------------------- | ----------------------- | ------------------------------------------------------------------------- | --------------------------- | ----- |
| Statue-menhir de Lutzipeo       | Calenzana               | Exposée dans la sacristie de l'église Santa-Restituta de Calenzana        | 42° 30′ 51″ N, 8° 51′ 56″ E |       |
| Statue-menhir de Santa Maria    | Cambia                  |                                                                           | 42° 22′ 25″ N, 9° 17′ 25″ E |       |
| U Nativu                        | Patrimonio              |                                                                           | 42° 41′ 54″ N, 9° 21′ 43″ E |       |
| Statues-menhirs de Piève        | Piève                   | Trois statues-menhirs rassemblées dans les années 1950 à côté de l'église | 42° 34′ 52″ N, 9° 17′ 18″ E |       |
| Statue-menhir de Nuvallela (co) | Santa-Lucia-di-Mercurio |                                                                           | 42° 17′ 27″ N, 9° 11′ 48″ E |       |

### Région Occitanie

#### Aveyron
| Statue-menhir                                           | Ville                   | Remarques | Coordonnées                                                                              | Photo                                                |
| ------------------------------------------------------- | ----------------------- | --- | ---------------------------------------------------------------------------------------- | ---------------------------------------------------- |
| Statue-menhir de Balaguier                              | Balaguier-sur-Rance     | Réplique dressée sur le lieu de découverte ; original conservé à la mairie | 43° 53′ 53″ nord, 2° 34′ 38″ est                                                         | Copie de la statue-menhir de Balaguier               |
| Statue-menhir du Puech du Lac                           | Balaguier-sur-Rance     | Réplique remise en place sur le lieu de découverte ; original conservé au musée Damien-Bec, presbytère Saint-Crépin, Laval-Roquecezière | 43° 53′ 13″ nord, 2° 34′ 57″ est                                                         | Copie de la statue-menhir du Puech du Lac            |
| Statue-menhir de Belmont-sur-Rance ou du Mas de Montet  | Belmont-sur-Rance       | Réplique dressée sur le lieu de découverte ; original au Conservatoire des statues menhirs de Belmont-sur-Rance depuis le 02 07 2025 | 43° 49′ 30″ nord, 2° 44′ 57″ est                                                         | Copie de la statue-menhir de Belmont                 |
| Statue-menhir de Saint-Julien                           | Belmont-sur-Rance       | Réplique dressée sur le lieu de découverte ; original perdu | 43° 50′ 17″ nord, 2° 44′ 45″ est                                                         | Copie de la statue-menhir de Saint-Julien            |
| Statue-menhir de la Borie des Paulets                   | Brasc                   | Réplique dressée sur le lieu de découverte ; original conservé au musée Fenaille, Rodez | 43° 58′ 29″ nord, 2° 37′ 33″ est                                                         | Statue-menhir de la Borie des Paulets (copie)        |
| Statue-menhir de la Coste                               | Broquiès                | Réplique dressée sur le lieu de découverte ; original conservé au musée Fenaille, Rodez | 44° 01′ 21″ nord, 2° 40′ 49″ est                                                         | Réplique de la statue-menhir de la Coste             |
| Statue-menhir de Crays                                  | Brousse-le-Château      | Réplique dressée sur le lieu de découverte ; original conservé au château de Brousse, Brousse-le-Château | 44° 00′ 19″ nord, 2° 37′ 33″ est                                                         | Réplique de la statue-menhir de Crays                |
| Statue-menhir du Mas Capelier                           | Calmels-et-le-Viala     | Réplique dressée sur le lieu de découverte ; original conservé au musée d'Archéologie nationale, Saint-Germain-en-Laye | 43° 58′ 31″ nord, 2° 44′ 34″ est                                                         | Statue-menhir du Mas Capelier : réplique et original |
| Statue-menhir des Maurels                               | Calmels-et-le-Viala     | Réplique dressée sur le lieu de découverte ; original conservé au musée Fenaille, Rodez | 43° 57′ 40″ nord, 2° 44′ 22″ est                                                         | Statue-menhir des Maurels                            |
| Statue-menhir des Philippes                             | Camarès                 | original au Conservatoire des statues menhirs de Belmont-sur-Rance depuis le 02 07 2025 |                                                                                          |                                                      |
| Statue-menhir de Lucante                                | Combret                 | Réplique dressée sur le lieu de découverte ; original au Conservatoire des statues menhirs de Belmont-sur-Rance depuis le 02 07 2025 | 43° 49′ 06″ nord, 2° 41′ 46″ est                                                         | Copie de la statue-menhir de Lucante (verso)         |
| Statue-menhir de Saint-Léonce                           | Combret                 | Réplique dressée sur le lieu de découverte ; original conservé au musée Fenaille, Rodez | 43° 51′ 28″ nord, 2° 40′ 22″ est                                                         | Réplique de la statue-menhir de Saint-Léonce         |
| Statue-menhir de Serres                                 | Combret                 | Réplique dressée sur le lieu de découverte ; original au Conservatoire des statues menhirs de Belmont-sur-Rance depuis le 02 07 2025 | 43° 49′ 31″ nord, 2° 42′ 12″ est                                                         | Copie de la statue-menhir de Serres (recto)          |
| Statue-menhir de Castor                                 | Coupiac                 | |                                                                                          |                                                      |
| Statue-menhir de Monteillet                             | Coupiac                 | Réplique dressée sur le lieu de découverte ; original conservé dans une collection privée | 43° 56′ 03″ nord, 2° 35′ 09″ est                                                         |                                                      |
| Statue-menhir de la Prade                               | Coupiac                 | Réplique dressée sur le lieu de découverte ; original conservé au musée Fenaille, Rodez | 43° 57′ 09″ nord, 2° 36′ 08″ est                                                         | Copie de la statue-menhir de la Prade (verso)        |
| Statue-menhir de Réganel I dite du Planas               | Coupiac                 | Réplique dressée sur le lieu de découverte ; original conservé dans une collection privée en Sud-Aveyron | 43° 57′ 50″ nord, 2° 37′ 03″ est                                                         | Réplique de la statue-menhir de Réganel no 1         |
| Statue-menhir de Réganel II                             | Coupiac                 | Réplique dressée sur le lieu de découverte ; original conservé dans une collection privée | 43° 57′ 50″ nord, 2° 37′ 03″ est                                                         | Copie de la statue-menhir de Réganel no 2            |
| Statue-menhir de Réganel III                            | Coupiac                 | original conservé chez le propriétaire ; il pourrait s'agir du fragment inférieur (orteils) de Réganel I | 43° 57′ 50″ nord, 2° 37′ 03″ est                                                         |                                                      |
| Statue-menhir de Durenque                               | Durenque                | Réplique sur le lieu de la découverte ; original conservé au musée François-Fabié, Durenque | 44° 06′ 38″ nord, 2° 37′ 08″ est                                                         | Statue-menhir de Durenque                            |
| Statue-menhir de Montvallon                             | Laval-Roquecezière      | Original exposé au musée Damien-Bec, presbytère Saint-Crépin, Laval-Roquecezière | 43° 49′ 54″ nord, 2° 38′ 54″ est                                                         |                                                      |
| Statue-menhir de Saint-Maurice d'Orient                 | Laval-Roquecezière      | Réplique dressée sur le lieu de découverte ; original conservé au musée Fenaille, Rodez | 43° 51′ 14″ nord, 2° 37′ 29″ est                                                         | Statue-menhir de Saint-Maurice d'Orient              |
| Statue-menhir de Jouvayrac                              | Martrin                 | Réplique dressée sur le lieu de découverte ; original conservé au musée Fenaille de Rodez depuis 2019. | 43° 56′ 53″ nord, 2° 36′ 47″ est                                                         | Statue-menhir de Jouvayrac (copie)                   |
| Statue-menhir de La Raffinié                            | Martrin                 | Réplique dressée sur le lieu de découverte ; original conservé au musée Fenaille, Rodez | 43° 54′ 44″ nord, 2° 37′ 51″ est                                                         | Statue-menhir de la Raffinié                         |
| Statue-menhir de Cénomes                                | Montagnol               | Réplique dressée sur le lieu de découverte ; original conservé au musée Fenaille, Rodez | 43° 48′ 09″ nord, 3° 01′ 08″ est                                                         | Réplique de la statue-menhir de Cénomes              |
| Statue-menhir de la Verrière                            | Montagnol               | Réplique dressée sur le lieu de découverte ; original conservé au musée Fenaille, Rodez | 43° 51′ 08″ nord, 3° 00′ 13″ est                                                         | Réplique de la statue-menhir de la Verrière          |
| Statue-menhir de Saint-Jean l'Hôpital                   | Montclar                | Réplique dressée sur le lieu de découverte ; original conservé chez le propriétaire | 43° 58′ 39″ nord, 2° 37′ 45″ est                                                         | Statue-menhir (copie) de St Jean de l'Hôpital        |
| Statue-menhir du Mas d'Azaïs I                          | Montlaur                | Réplique dressée sur le lieu de découverte ; original conservé au musée d'Archéologie nationale, Saint-Germain-en-Laye | 43° 51′ 14″ nord, 2° 51′ 10″ est                                                         | Statue-menhir (copie) du Mas d'Azaïs                 |
| Statue-menhir du Mas d'Azaïs II                         | Montlaur                | Perdue |                                                                                          |                                                      |
| Statue-menhir de Saumecourte I                          | Montlaur                | Réplique dressée sur le lieu de découverte ; original conservé au musée Fenaille, Rodez | 43° 54′ 05″ nord, 2° 51′ 02″ est                                                         | Copie de la statue-menhir de Saumecourte no 1        |
| Statue-menhir de Saumecourte II                         | Montlaur                | Réplique dressée sur le lieu de découverte ; original conservé au château de Montaigut, Gissac |                                                                                          | Statue-menhir de Saumecourte II                      |
| Statues-menhirs de l'Albespy                            | Mounes-Prohencoux       | 3 statues-menhirs ; répliques des 3 statues-menhirs au village ; originaux au Conservatoire des statues menhirs de Belmont-sur-Rance depuis le 02 07 2025 |                                                                                          |                                                      |
| Statue-menhir du Cros                                   | Mounes-Prohencoux       | Réplique ; original au Conservatoire des statues menhirs de Belmont-sur-Rance depuis le 02 07 2025 | 43° 46′ 57″ nord, 2° 50′ 34″ est (réplique) 43° 46′ 50″ nord, 2° 49′ 59″ est (originale) | Copie de la statue-menhir du Cros                    |
| Statue-menhir du Mas Viel I                             | Mounes-Prohencoux       | Original servant de seuil à une grange |                                                                                          |                                                      |
| Statue-menhir du Mas Viel II                            | Mounes-Prohencoux       | Original conservé au musée Fenaille, Rodez | 43° 48′ 42″ nord, 2° 49′ 35″ est 43° 48′ 43″ nord, 2° 49′ 39″ est                        | Copie de la statue-menhir de Mas-Viel no 2           |
| Statue-menhir du Mas Viel III                           | Mounes-Prohencoux       | Original conservé au musée Fenaille, Rodez |                                                                                          | Copie de la statue-menhir de Mas-Viel no 3           |
| Statue-menhir de Nougras                                | Mounes-Prohencoux       | Original conservé au musée Fenaille, Rodez | 43° 48′ 57″ nord, 2° 47′ 39″ est                                                         |                                                      |
| Statue-menhir du Plo du Mas-Viel                        | Mounes-Prohencoux       | Réplique dressée sur le lieu de découverte ; original au Conservatoire des statues menhirs de Belmont-sur-Rance depuis le 02 07 2025 | 43° 49′ 17″ nord, 2° 49′ 22″ est                                                         | Copie de la statue-menhir du Plo de Mas-Viel         |
| Statue-menhir des Vignals                               | Mounes-Prohencoux       | Réplique assez bonne dressée devant la ferme de Saumecourte, Montlaur ; original au Conservatoire des statues menhirs de Belmont-sur-Rance depuis le 02 07 2025 |                                                                                          | Statue-menhir des Vignals : réplique et original     |
| Statue-menhir du Camp Grand dite aussi de Paillemalbiau | Peux-et-Couffouleux     | Découverte en 1981 ; visible sous un auvent dans le jardin du propriétaire, sis à Paillemalbiau (commune de Murat-sur-Vèbre-Tarn) |                                                                                          |                                                      |
| Statue-menhir de Pont de Salars                         | Pont-de-Salars          | Découverte en 2007 |                                                                                          |                                                      |
| Statue-menhir de Pousthomy I                            | Pousthomy               | Réplique dressée sur le lieu de découverte ; original conservé au musée Fenaille, Rodez |                                                                                          | Réplique de la statue-menhir de Pousthomy no 1       |
| Statue-menhir de Pousthomy II                           | Pousthomy               | Réplique dressée sur le lieu de découverte ; original conservé au musée Fenaille, Rodez | 43° 51′ 12″ nord, 2° 36′ 34″ est 43° 51′ 33″ nord, 2° 36′ 57″ est                        | Statue-menhir de Pousthomy no 2                      |
| Statue-menhir de Serregrand                             | Rebourguil              | Réplique dressée sur le lieu de découverte ; original conservé au musée d'Archéologie nationale, Saint-Germain-en-Laye | 43° 53′ 51″ nord, 2° 45′ 02″ est                                                         | Statue-menhir de Serregrand : réplique et original   |
| Statue-menhir de Bancanel                               | Saint-Affrique          | Réplique dressée sur le lieu de découverte ; original conservé au musée Damien-Bec, presbytère Saint-Crépin, Laval-Roquecezière | 43° 59′ 56″ nord, 2° 45′ 59″ est                                                         | Statue-menhir de Bancanel                            |
| Statue-menhir de Bournac                                | Saint-Affrique          | Réplique dressée sur le lieu de découverte ; original conservé à la maison de la Mémoire, Saint-Affrique | 43° 59′ 00″ nord, 2° 47′ 46″ est                                                         | Réplique de la statue-menhir de Bournac              |
| Statue-menhir de la Jasse de Comberoumal                | Saint-Beauzély          | Original conservé au cloître de Comberoumal |                                                                                          |                                                      |
| Statues-menhirs des Ardaliès                            | Saint-Izaire            | Neuf statues-menhirs ont été découvertes entre 1971 et 1975. 4 répliques dressées sur le lieu de découverte ; des originaux naguère exposés au château de Saint-Izaire, 8 seulement ont été restitués à la ferme des Ardaliès où elles sont exposées par les propriétaires. | 43° 57′ 47″ nord, 2° 43′ 47″ est                                                         | Statues-menhirs des Ardaliès                         |
| Statue-menhir de la Liquière Haute                      | Saint-Juéry             | Original au Conservatoire des statues menhirs de Belmont-sur-Rance depuis le 02 07 2025 |                                                                                          |                                                      |
| Statue-menhir de Boutaran                               | Saint-Sernin-sur-Rance  | Réplique dressée sur le lieu de découverte ; original conservé chez le propriétaire. | 43° 52′ 13″ nord, 2° 37′ 53″ est                                                         | Réplique de la statue-menhir de Boutaran             |
| Dame de Saint-Sernin                                    | Saint-Sernin-sur-Rance  | Réplique dressée sur le lieu de découverte ; original conservé au musée Fenaille, Rodez C'est la première statue-menhir identifiée comme objet d'art préhistorique par l'abbé Hermet, à la fin du XIXe siècle.                                                              | 43° 53′ 00″ nord, 2° 36′ 15″ est                                                         | Dame de Saint-Sernin                                 |
| Statue-menhir de Nicoules                               | Saint-Sever-du-Moustier | Réplique dressée sur le lieu de découverte ; original conservé au musée Fenaille, Rodez | 43° 46′ 01″ nord, 2° 40′ 14″ est                                                         | Réplique de la statue-menhir de Nicoules             |
| Statue-menhir d'Anglas                                  | La Serre                | Réplique dressée sur le lieu de découverte ; original perdu | 43° 53′ 05″ nord, 2° 40′ 40″ est                                                         | Réplique de la statue-menhir d'Anglas                |
| Statue-menhir de Monteils                               | La Serre                | Réplique dressée sur le lieu de découverte ; original conservé au siège de la société archéologique du Midi de la France, à Toulouse. | 43° 53′ 40″ nord, 2° 37′ 37″ est                                                         | Réplique de la statue-menhir de Monteils             |
| Statue-menhir de Tauriac                                | Tauriac-de-Camarès      | Réplique dressée sur le lieu de découverte ; original conservé au musée Fenaille, Rodez | 43° 47′ 04″ nord, 3° 01′ 59″ est                                                         | Réplique de la statue-menhir de Tauriac              |
| Statue-menhir de Saumecourte III                        | Vabres-l'Abbaye         | Réplique dressée sur le lieu de découverte ; original conservé à la maison de la Mémoire, Saint-Affrique | 43° 54′ 23″ nord, 2° 50′ 56″ est                                                         | Réplique de la statue-menhir de Saumecourte III      |

#### Gard
| Statue-menhir                       | Ville       | Remarques | Coordonnées                 | Photo                                                         |
| ----------------------------------- | ----------- | --- | --------------------------- | ------------------------------------------------------------- |
| Statue-menhir de Fontcouverte       | Baron       | | 44° 03′ 32″ N, 4° 15′ 58″ E |                                                               |
| Statues-menhirs du Mas de l'Aveugle | Collorgues  | Classé MH (1927) ; Autres noms : Stèles de l'Hypogée de Teste. Les 2 originaux sont conservés au musée de Lodève (Hérault) | 44° 00′ 44″ N, 4° 16′ 46″ E |                                                               |
| Menhir de la Lèque                  | Lussan      | Classé MH (1910). Également nommé menhir de la Pierre Plantée ou Peyrefiche.                                               | 44° 11′ 35″ N, 4° 23′ 39″ E | Menhir de la Lèque, Menhir de la Pierre Plantée ou Peyrefiche |
| Menhir du Trépaloud                 | Valleraugue | Près du mont Aigoual | 44° 07′ 10″ N, 3° 35′ 14″ E | Menhir du Trépaloud près du Mont Aigoual                      |

#### Hérault
| Statue-menhir                                      | Ville                   | Remarques | Coordonnées                 | Photo |
| -------------------------------------------------- | ----------------------- | --- | --------------------------- | ----- |
| Statue-menhir de Rouvignac                         | Avène                   | |                             |       |
| Statue-menhir de Salverguettes                     | Cambon-et-Salvergues    | Réplique in loco ; l'original a été confié au musée de préhistoire régionale de Saint-Pons-de-Thomières. Brisé après la découverte, il attend patiemment d'être restauré dans un lieu tenu secret. | 43° 38′ 16″ N, 2° 54′ 16″ E |       |
| Statue-menhir de Foumendouïre                      | Cambon-et-Salvergues    | Original exposé au Musée du Biterrois à Béziers |                             |       |
| Statue-Menhir de Sylvie                            | Cazevieille             | |                             |       |
| Stèles Anthropomorphes de la Nécropole du Bouisset | Ferrières-les-Verreries | Répliques in loco ; 2 stèles originales conservées au musée des Chênes Verts (société archéologique de Montpellier)                                                                                | 43° 51′ 35″ N, 3° 49′ 55″ E |       |
| Statue-menhir de Cambaissy ou du Pioch             | Fraisse-sur-Agout       | Dressée au bord d'un chemin | 43° 36′ 17″ N, 2° 46′ 35″ E |       |
| Statue-menhir de la Croix de Romieu                | Fraisse-sur-Agout       | Emportée à Nîmes par son propriétaire dans les années 50. Aurait été cédée au muséum d'histoire naturelle de Nîmes.                                                                                |                             |       |
| Statue-menhir de Pomarède                          | Fraisse-sur-Agout       | Dressée à l'extérieur face au mur et sans protection, devant le syndicat d'initiative de Fraisse                                                                                                   | 43° 36′ 23″ N, 2° 47′ 52″ E |       |
| Statue-menhir des Fontanelles                      | Fraisse-sur-Agout       | Dressée à l'extérieur dans un jardin | 43° 36′ 22″ N, 2° 47′ 59″ E |       |
| Statue-menhir du Col de la Frajure                 | Fraisse-sur-Agout       | Couchée au bord du parking., sous des broussailles |                             |       |
| Menhir de Picarel                                  | Fraisse-sur-Agout       | Appelé abusivement statue-menhir de Picarel. Menhir portant les traces d'une tentative de débitage et des gravures plus anciennes. Statue-menhir contestée.                                        | 43° 35′ 39″ N, 2° 47′ 56″ E | \| \| |
| Menhir du col de la Bolo                           | Fraisse-sur-Agout       | Appelé parfois abusivement statue-menhir, il s'agit d'un simple menhir gravé. Dressée au bord d'un champ au col de la Bolo. Gravé d'une crosse.                                                    |                             |       |
| Statue-menhir de Cacavel                           | La Salvetat-sur-Agout   | | 43° 35′ 50″ N, 2° 43′ 12″ E |       |
| Statue-menhir de Gieussels                         | La Salvetat-sur-Agout   | | 43° 35′ 46″ N, 2° 39′ 57″ E |       |
| Statues-menhirs de la Gruasse                      | La Salvetat-sur-Agout   | | 43° 35′ 41″ N, 2° 40′ 12″ E |       |
| Statue-menhir des Vidals                           | Montpellier             | Original transplanté depuis Lacaune, dans le Tarn ; dressé à l'extérieur dans les allées du parc zoologique de Montpellier.                                                                        | 43° 38′ 33″ N, 3° 52′ 43″ E |       |
|                                                    |                         | |                             |       |

#### Tarn
| Statue-menhir                                                                                      | Ville                   | Remarques | Coordonnées                 | Photo |
| -------------------------------------------------------------------------------------------------- | ----------------------- | --- | --------------------------- | ----- |
| Statue-menhir des Jouclas                                                                          | Anglès                  | Couchée au bord d'un champ en lisière d'un bois | 43° 35′ 11″ N, 2° 34′ 21″ E |       |
| Statue-menhir de Cantoul                                                                           | Barre                   | Dressée au bord de la route | 43° 44′ 04″ N, 2° 49′ 11″ E |       |
| Statue-menhir de Combeynart                                                                        | Barre                   | | 43° 44′ 16″ N, 2° 49′ 27″ E |       |
| Statue-menhir de la Croix de Guior                                                                 | Le Bez                  | Autre nom : Statue Menhir de Lacrouzette. Couchée au bord de la route |                             |       |
| Statue-menhir de Guior-Haut                                                                        | Le Bez                  | Dressée au bord de la route | 43° 38′ 02″ N, 2° 25′ 48″ E |       |
| Statue-menhir de la Monjarié                                                                       | Le Bez                  | Autres noms : Statue-Menhir de Tésouliès ou de Sécun-le-Haut | 43° 39′ 32″ N, 2° 25′ 22″ E |       |
| Statue-menhir du Baissas                                                                           | Le Bez                  | Autres noms : Statue-menhir de las Baïssas ou de la Cugnassarié. Dressée dans une clairière. | 43° 38′ 50″ N, 2° 25′ 08″ E |       |
| Statue-menhir de Montagnol du Plat de Guyor                                                        | Le Bez                  | Conservée au siège de la SHAPB à Brassac |                             |       |
| Statue-menhir du Vergnas                                                                           | Boissezon               | Réplique sur le lieu de la découverte ; original conservé au centre d'interprétation des mégalithes, Murat-sur-Vèbre | 43° 35′ 16″ N, 2° 23′ 40″ E |       |
| Statue-menhir de Crouxigues                                                                        | Brassac                 | Conservée dans le jardin du propriétaire, en ville où elle a été apportée par le découvreur. |                             |       |
| Statue-menhir de Bouissa Quillat                                                                   | Cambounès               | |                             |       |
| Statue-menhir de Planès (ou Fontanelles II, ou Fontbelle)                                          | Cambounès               | | 43° 35′ 49″ N, 2° 25′ 36″ E |       |
| Statue-menhir de Cambous                                                                           | Castelnau-de-Brassac    | Réplique ; original conservé au centre d'interprétation des mégalithes, Murat-sur-Vèbre | 43.672590, 2.558221         |       |
| Statue-menhir de Soulière                                                                          | Castelnau-de-Brassac    | | 43° 40′ 43″ N, 2° 33′ 01″ E |       |
| Statue-menhir du Teil                                                                              | Castelnau-de-Brassac    | | 43° 41′ 07″ N, 2° 34′ 18″ E |       |
| Statues-menhirs de Flamenc 1 & 2                                                                   | Curvalle                | Conservées dans le Musée de Miolles |                             |       |
| Statue-menhir du Puech de Cabanettes                                                               | Curvalle                | Conservée depuis peu dans le Musée de Miolles |                             |       |
| Statues-menhirs de Jasse du Terral 1 & 2                                                           | Curvalle                | Conservées dans le Musée de Miolles | 43° 53′ 20″ N, 2° 31′ 49″ E |       |
| Statue-menhir de la Borie de Blavy                                                                 | Lacapelle-Escroux       | Conservée chez le propriétaire |                             |       |
| Statue-menhir d'Escroux                                                                            | Lacapelle-Escroux       | Perdue |                             |       |
| Statue-menhir de la Barraque des Fournials                                                         | Lacaune                 | Original dressé à Nages devant le musée de la vie paysanne de Rieumontagné. | 43° 38′ 56″ N, 2° 46′ 39″ E |       |
| Statue-menhir de Lacaune (ou des Thiyois, Peyro-Lebado, Peyro Plantado, Pierre Plantée des Abents) | Lacaune                 | Classé MH (1883) ; avec ses 4,50 m, et son poids estimé à 20 tonnes elle est la plus grande statue-menhir d'Europe. Dressée en extérieur. Malheureusement ses gravures exposées aux intempéries sont presque totalement effacées. | 43° 42′ 44″ N, 2° 43′ 34″ E |       |
| Statue-menhir de Granisse                                                                          | Lacaune                 | Exposée devant le syndicat d'initiative derrière une vitre ; une copie est exposée au centre d'interprétation des mégalithes de Murat-sur-Vèbre. | 43° 42′ 29″ N, 2° 41′ 25″ E |       |
| Statue-menhir de Montalet                                                                          | Lacaune                 | Découverte en 2011 par M. Maillé |                             |       |
| Statue-menhir des Vidals                                                                           | Lacaune                 | Dressée en extérieur dans les allées du parc zoologique de Montpellier |                             |       |
| Statue-menhir du Puech de Naudène (ou de Haute Vergne)                                             | Lacaune                 | | 43° 43′ 13″ N, 2° 44′ 41″ E |       |
| Statue-menhir de Lacaune (ou de Laucate, ou du Trou de l'Avenc)                                    | Lacaune                 | Partie supérieure d'une grande statue-menhir ; dressée place du Griffoul au centre ville | 43° 42′ 29″ N, 2° 41′ 25″ E |       |
| Statue-menhir du Bouscadié                                                                         | Lasfaillades            | Dressée au bord de la route en extérieur. | 43° 33′ 01″ N, 2° 29′ 55″ E |       |
| Statues-menhirs de Rieuvel                                                                         | Moulin-Mage             | Deux statues-menhirs | 43° 43′ 14″ N, 2° 45′ 37″ E |       |
| Statue-menhir du col des Saints                                                                    | Murat-sur-Vèbre         | Réplique dressée sur le lieu de découverte ; original exposé au centre d'interprétation des mégalithes de Murat-sur-Vèbre. | 43° 39′ 41″ N, 2° 51′ 53″ E |       |
| Statue-menhir des Favarels                                                                         | Murat-sur-Vèbre         | Exposée au centre d'interprétation des mégalithes de Murat-sur-Vèbre. |                             |       |
| Statue-menhir de Malvielle (ou du Moulin-de-Louat I)                                               | Murat-sur-Vèbre         | Exposée et dressée sous abri à l'entrée de la propriété. Une copie est exposée au centre d'interprétation des mégalithes de Murat-sur-Vèbre. | 43° 42′ 53″ N, 2° 48′ 37″ E |       |
| Statue-menhir de Paillemalbiau (ou du Camp Grand)                                                  | Murat-sur-Vèbre         | Découverte sur la commune de Peux-et-Couffouleux en Aveyron, elle a été emportée par son propriétaire dans sa propriété du hameau de Paillemalbiau, à Murat-sur-Vèbre, dans le département voisin du Tarn. Elle y a été dressée sous un auvent où elle est visible dans le jardin du propriétaire. Une copie est exposée dans le syndicat d'initiative de Saint-Pons-de-Thomières (Hérault). | 43° 43′ 36″ N, 2° 51′ 52″ E |       |
| Statue-menhir du Plos 1 (ou de Plos-Félines)                                                       | Murat-sur-Vèbre         | Original conservé dans les collections du musée Toulouse-Lautrec à Albi |                             |       |
| Statue-menhir du Plos 2 (dite parfois menhir-ceinture de Plos)                                     | Murat-sur-Vèbre         | Dressée au bord de la RD169, juste avant le hameau de Plos. | 43° 42′ 47″ N, 2° 50′ 23″ E |       |
| Statue-Menhir du Devès de Félines                                                                  | Murat-sur-Vèbre         | Original exposé au centre d'interprétation des mégalithes de Murat-sur-Vèbre, après avoir été dûment restauré. |                             |       |
| Statue-menhir de Naujac                                                                            | Nages                   | Dressée à un carrefour, près d'un oratoire. |                             |       |
| Statue-menhir de Lou Prat (ou de Nages)                                                            | Nages                   | Dressée sous la terrasse d'un jardin privé, en ville |                             |       |
| Statue-Menhir de Rouvières                                                                         | Nages                   | Fragment remployé comme montant de fenêtre dans une bergerie. Exposée à l'intérieur du Musée de Reumontagné | 43° 38′ 57″ N, 2° 46′ 39″ E |       |
| Statue-menhir de Rouyregros                                                                        | Nages                   | Dressée au sommet du puech de l'Aouzeto, en surplomb du lac du Laouzas. Découverte en 2005 | 43° 39′ 00″ N, 2° 45′ 21″ E |       |
| Statue-menhir du Triby-Fabié                                                                       | Nages                   | | 43° 37′ 54″ N, 2° 47′ 32″ E |       |
| Statues-menhirs de Sagnes-Marty                                                                    | Pont-de-l'Arn           | 2 statues-menhirs |                             |       |
| Statue-menhir de Puech Réal                                                                        | Saint-Salvi-de-Carcavès | Original conservé au Musée d'Archéologie Nationale, Saint-Germain-en-Laye (Yvelines). |                             |       |
| Statue-menhir des Combarels                                                                        | Saint-Salvi-de-Carcavès | Découverte en 1980 ; original conservé chez le propriétaire |                             |       |
| Statues-menhirs des Ouvradous                                                                      | Saint-Salvi-de-Carcavès | Trois statues-menhirs dressées devant les maisons des propriétaires. | 43° 47′ 48″ N, 2° 34′ 56″ E |       |
| Statue-menhir de Bon Espoir                                                                        | Viane                   | |                             |       |
| Statue-menhir de Bon Repos                                                                         | Viane                   | |                             |       |